# Vladimir Lissounov
Pour les articles homonymes, voir Lissounov.
 (mars 2014).
Si vous disposez d'ouvrages ou d'articles de référence ou si vous connaissez des sites web de qualité traitant du thème abordé ici, merci de compléter l'article en donnant les références utiles à sa vérifiabilité et en les liant à la section « Notes et références ».
Vladimir Evguenievitch Lissounov (en russe : Владимир Евгеньевич Лисунов) (21 mars 1940 - 27 juillet 2000) — artiste russe, anticonformiste, un des représentants de l'art non officiel à Leningrad, poète, philosophe, romantique, mystique. Connu par son surnom de Lis parmi ses proches et dans le milieu artistique.

## Quelques œuvres

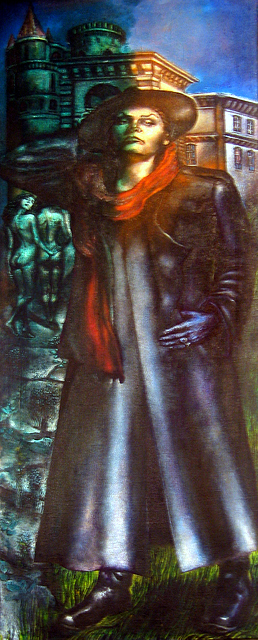
Autoportrait, 1993. Toile, huile. 124 × 45,5 cm.
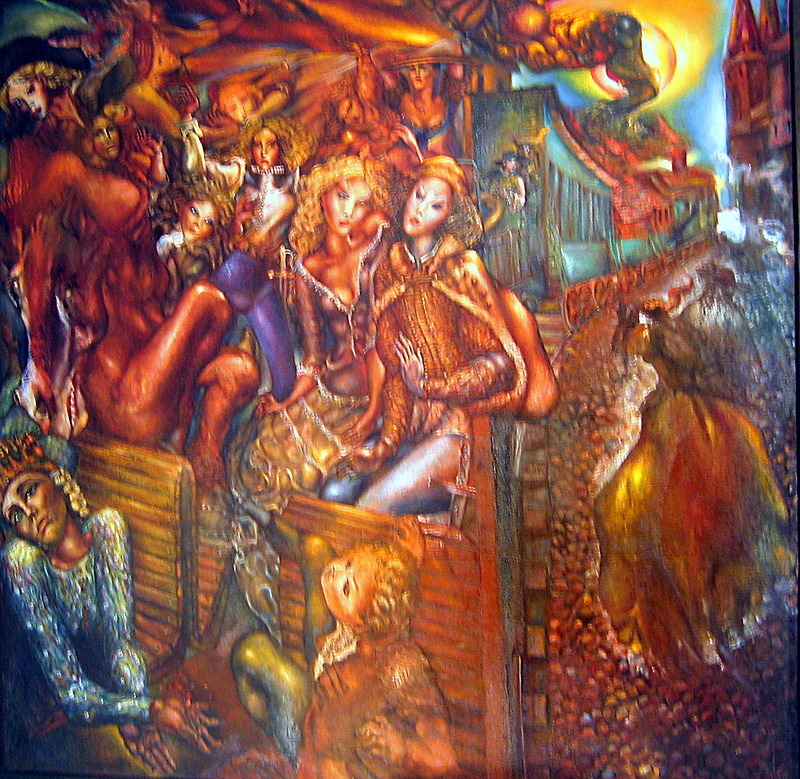
Former à l'enfance lointaine, 1980. Toile, huile. 130 × 130 cm.
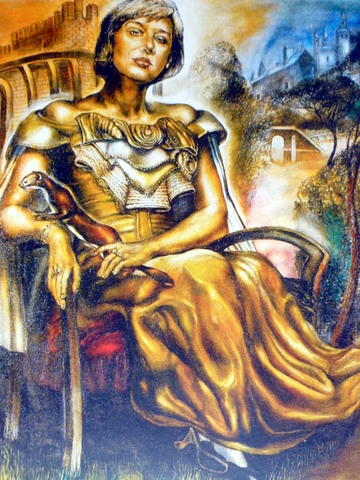
Portrait de l'épouse, 1992. Toile, huile. 106 × 97 cm.
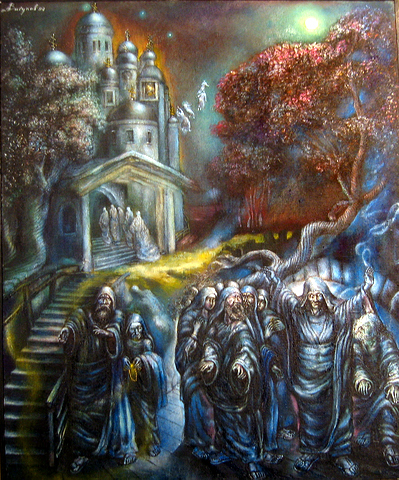
Étrange Vision de nuit, 1999. Toile, huile. 105 × 85 cm.
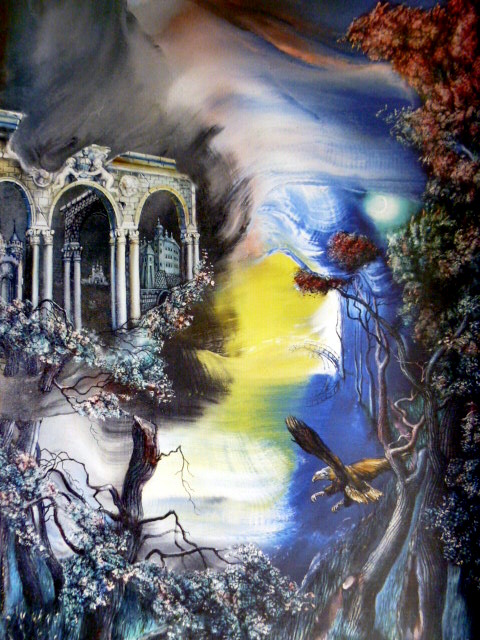
Aube, 1999. Toile, huile. 118 × 89 cm.